# Distoleon luteomaculatus
Distoleon luteomaculatus är en insektsart som beskrevs av Hölzel 1972. Distoleon luteomaculatus ingår i släktet Distoleon och familjen myrlejonsländor. Inga underarter finns listade i Catalogue of Life.